# Batalha de Tarutino
A Batalha de Tarutino (em russo: Тарутинское сражение) foi uma parte da invasão da Rússia por Napoleão ocorrida no dia 18 de outubro de 1812. Na batalha, as tropas russas sob o comando geral de Levin August von Bennigsen (que era parte do exército de Mikhail Kutuzov), sob instruções do próprio Kutuzov, lançaram um ataque e derrotaram as tropas francesas sob o comando de Joaquim Murat. A batalha é às vezes chamada de Batalha de Vinkovo (em francês: Bataille de Winkowo) ou Batalha do rio Tcherníshnya (em russo: Сражение у реки Чернишни) em homenagem ao rio local. Muitos historiadores afirmam que o último nome é mais adequado porque a vila de Tarutino ficava a 8 km dos eventos descritos.

## Prelúdio
Após a Batalha de Borodino, Kutuzov percebeu que o exército russo não sobreviveria a mais um grande combate e ordenou que seus soldados recuassem para o sul de Moscou para reforçar seu exército. A princípio, ele recuou na direção sudeste ao longo da estrada para Riazã. Quando o exército alcançou o Rio Moscou, ele o cruzou e virou para o oeste para a Estrada Velha de Kaluga. O exército acampou em uma vila de Tarutino, perto de Kaluga. Ao mesmo tempo, pequenas unidades de cossacos continuaram se movendo ao longo da estrada Riazã, enganando as tropas francesas sob o comando de Murat. Quando ele descobriu seu erro, ele não recuou, mas acampou não muito longe de Tarutino para manter-se de olho no acampamento russo, enquanto Napoleão ocupava Moscou.

## Batalha
Em 18 de outubro de 1812, Kutuzov ordenou que Bennigsen e Miloradovich atacassem o exército de Murat (20.000 homens) com duas colunas cruzando furtivamente a floresta na calada da noite. A força principal de Bennigsen incluía três colunas lideradas por Vasily Orlov-Denisov, Karl Gustav von Baggehufwudt e Alexander Osterman-Tolstoy, respectivamente. A outra coluna deveria desempenhar um papel auxiliar. Na escuridão, a maioria das tropas se perdeu. Pela manhã, apenas as tropas cossacas sob o comando do general Vasily Orlov-Denisov chegaram ao destino original, atacaram repentinamente as tropas francesas e capturaram o acampamento francês com transportes e canhões. Como outras unidades russas chegaram tarde, os franceses conseguiram se recuperar. Quando os russos emergiram da floresta, ficaram sob fogo francês e sofreram baixas. Murat foi forçado a recuar para escapar do cerco, mas o general russo Baggehufwudt foi morto, enquanto Bennigsen sofreu uma concussão na perna. As forças francesas sofreram mais de 3.000 mortos e feridos, 12 canhões, 20 caixões, 30 vagões de trem foram tomados e dois generais mortos. Os russos tiveram cerca de 500 baixas.

## Resultados
A batalha foi uma grande vitória para Kutuzov, aumentando o moral de suas forças, destruindo valiosas unidades de cavalaria francesa e provando que o outrora formidável exército de Napoleão podia ser derrotado no campo de batalha. Um dia depois, em 19 de outubro de 1812, Napoleão iniciou sua própria retirada de Moscou para o sul, na direção de Kaluga. A próxima grande batalha foi a Batalha de Maloyaroslavets.

## Na cultura popular
A batalha é retratada em Guerra e Paz, de Liev Tolstói. No romance, Tolstói afirma que, embora a batalha não tenha alcançado nenhum de seus objetivos, era exatamente o que o exército russo precisava na época, pois expôs a fraqueza do exército francês e deu a Napoleão o empurrão necessário para começar sua retirada.